# اکسایش بابلر
اکسایش بابلر (به انگلیسی: Babler oxidation)، همچنین به عنوان اکسایش بابلر-داوبن شناخته می‌شود، یک واکنش آلی برای انتقال اکسایشی الکل‌های آلیلی نوع سوم به انون‌ها با استفاده از پیریدینیوم کلروکرومات (PCC) است:
این واکنش به نام جیمز بابلر (James Babler) که اولین بار واکنش را در سال ۱۹۷۶ گزارش کرد و ویلیام داوبن(William Dauben) که در ۱۹۷۷ دامنه واکنش را به سیستم‌های حلقوی گسترش داد نامگذاری شد.
این واکنش محصول انون مورد نظر با بازده بالا تولید می‌کند (به‌طور معمول> ۷۵٪)، از نظر عملیاتی ساده است و به تکنیک‌های بدون هوا یا گرمایش نیاز ندارد. سمیت بالای کروم شش ظرفیتی موجود در PCC از مهمترین مشکلات این روش است.
معمولاً در این واکنش از حلال‌های انتخابی چون دی کلرومتان خشک (DCM) یا کلروفرم (CHCl3) استفاده می‌شود.
این واکنش به عنوان یک گام در سنتز جامع ترکیبات مختلفی همچون مورفین استفاده شده‌است.